# Birdhill
Birdhill (en irlandais : Cnocán an Éin Fhinn, la colline du bel oiseau) est un village du comté de Tipperary, en Irlande.

## Géographie

### Situation
La localité est située dans la baronnie d'Owney et Arra et fait partie de la paroisse de  Newport, Birdhill and Toor  dans l'archidiocèse catholique romain de Cashel et Emly. 
Son nom irlandais a été autrefois anglicisé en Knockan ou Knockaneeneen.

### Voies de communication et transports
Au niveau routier, le village est situé au croisement de la R445 (ancienne N7), de la R466, de la R504  et de la R494 à environ 20 km de Limerick. La route R494 relie Birdhill à l'autoroute M7.

#### Desserte autoroutière
Une aire de service avec deux établissements franchisés a ouvert en octobre 2014 à la sortie 27 de la M7, près de Birdhill.  Les bretelles de circulation existantes permettent de franchir le pont autoroutier.

#### Transports
Les transports en commun sont assurés par les Bus Éireann qui desservent  Limerick et Dublin, toutes les heures à partir de Birdhill.

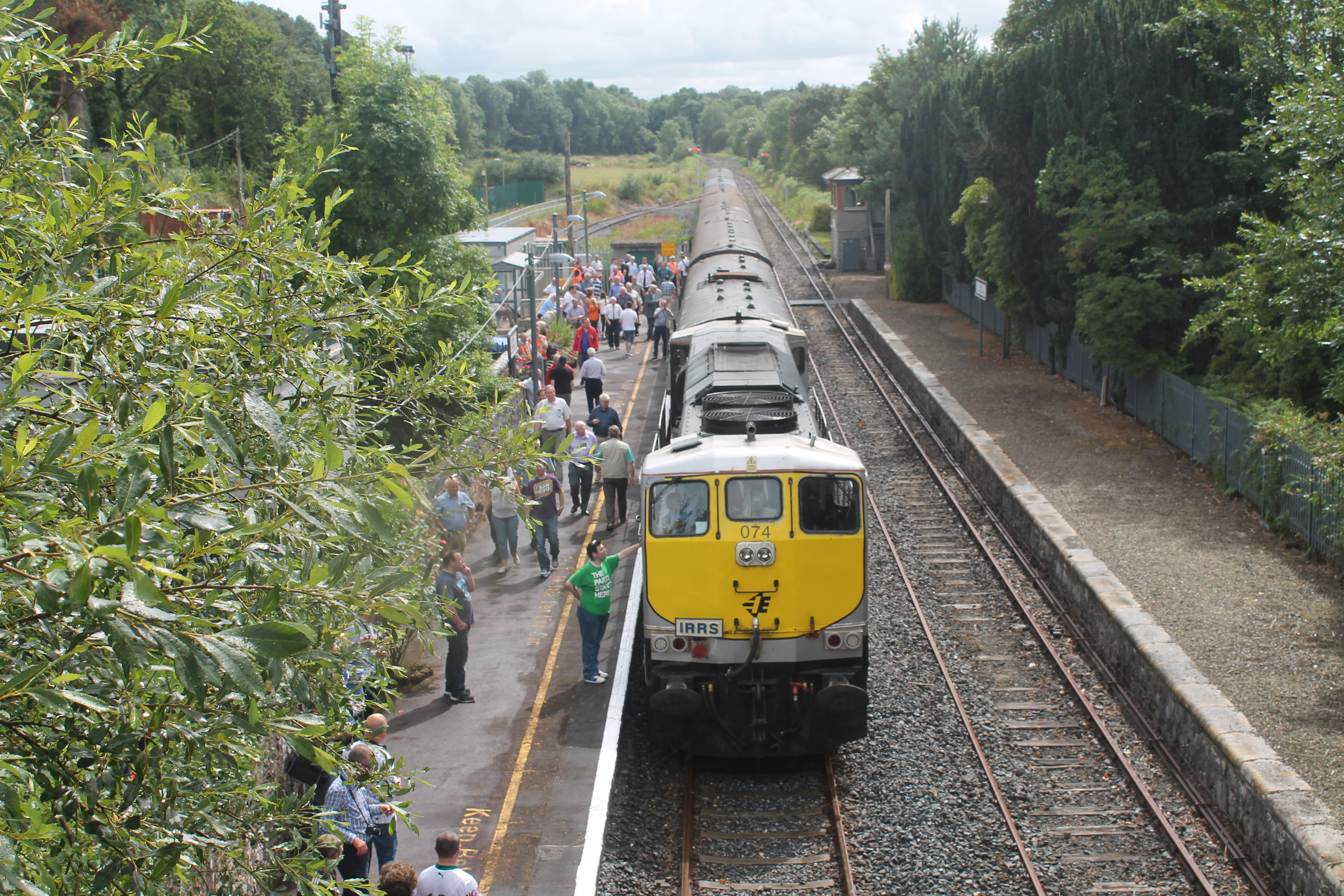
La gare.

La gare locale est desservie par deux trains en semaine sur la ligne Limerick – Ballybrophy et par le Limerick Suburban Rail.
Selon un article de presse national, publié en janvier 2012, Irish Rail devait demander à l'autorité nationale des transports l'autorisation de fermer la ligne.
Un calendrier amélioré était en vigueur en 2012, mais le service a de nouveau été réduit à partir de février 2013.

### Pipeline de la Shannon à Dublin
Des plans ont été dressés en 2011 pour la construction d'un pipeline allant de la Shannon à Dublin. Venant de Lough Derg, l'eau potable devrait alimenter Dublin. 
En 2016, Parteen, au sud de Lough Derg, a été choisi comme site d'extraction. L'eau serait pompée via Birdhill vers un réservoir situé à Knockanacree, dans le comté de Tipperary et acheminée par gravité vers Peamount, à Dublin.

## Environnement
Birdhill est nommée "Tidiest Village" lors du classement des Tidy Towns Awards en 2007, 2008, 2016 mais aussi en 2017. 
En 2017, le village remporte le titre national de "Tidiest Town".

## Sports
Le Birdhill Football Cub, l’équipe de football locale, évolue dans le North Tipperary District League. Plusieurs équipes de jeunes et une équipe junior évoluent en division 2 de la NTDL.
En février 2019, le club remporte la NTDL Nora Kennedy Cup devant Lough Derg.